# N. Gary Lane
Norman Gary Lane (* 19. Februar 1930 in  French Lick, Indiana; † 14. Januar 2006 in Bloomington (Indiana)) war ein US-amerikanischer Geologe und Paläontologe.
Lane wuchs in Siddell (Illinois) auf und studierte am Oberlin College mit dem Bachelor-Abschluss 1952 und an der University of Kansas, an der er 1954 seinen Master-Abschluss erwarb (mit einer Diplomarbeit über den Grenola-Kalkstein des unteren Perm in Kansas) und 1958 bei Raymond C. Moore promoviert wurde (The Monobathrid Camerate Crinoid Family: Batocrinidae). Als Student arbeitete er für den Geological Survey von Kansas und Kanada und 1955/56 war er als Fulbright Scholar an der University of Tasmania. Danach ging er an die University of California, Los Angeles, wo er Professor für Paläontologie wurde, und war ab 1973 an der Indiana University. 1984 bis 1987 war er Vorstand der Geologie-Fakultät. 1994 wurde er emeritiert. 1971/72 war er als Fulbright Scholar am Trinity College in Dublin.
Er war Experte für Seelilien (Crinoidea) aus dem Paläozoikum (Ordovizium bis Perm), besonders Batocrinidae aus dem Mississippian, Crinoiden aus dem Perm von Nevada und dem Devon von England und China und Mikro-Crinoiden. Er trug 1978 wesentlich zum Crinoiden-Band des Treatise on Invertebrate Paleontology bei. Außerdem befasste er sich mit Paläoökologie und Geschichte der Paläontologie.
1988 war er Präsident der Paleontological Society. 1995 erhielt er die Raymond C. Moore Medal for Paleontology.